# Тит Дидий (трибун 95 пр.н.е.)
Тит Дидий (на латински: Titus Didius) е народен трибун през 95 пр.н.е.
Син е на Тит Дидий (консул 98 пр.н.е.) и внук на Тит Дидий (народен трибун 143 пр.н.е.).
Заедно с Луций Аврелий Кота и Гай Норбан съдят Квинт Сервилий Цепион заради голямата му загуба в битката при Аравзио (в Прованс) през 105 пр.н.е. и кражба на златното богатство на волките в Толоза (aurum Tolosanum) и е пратен в изгнание.